# Anne-Charlott Trepp
Anne-Charlott Trepp (* 3. Oktober 1962 in Eutin) ist eine deutsche Historikerin und Hochschullehrerin.

## Wissenschaftliche Laufbahn
Anne-Charlott Trepp studierte Geschichte, Germanistik und Lateinische Philologie an der Universität Kiel und schloss dieses mit einer Promotion ab. Für ihre Dissertation über die Geschlechterverhältnisse im Hamburger Bürgertum im Zeitraum von 1770 bis 1840 erhielt sie 1994 den Nachwuchspreis der Joachim-Jungius-Gesellschaft der Wissenschaften. Von 1994 bis 2004 war Trepp als wissenschaftliche Referentin am Max-Planck-Institut für Geschichte in Göttingen tätig. Von 1995 bis 2001 war sie Mitarbeitervertreterin der Geisteswissenschaftlichen Sektion und des Wissenschaftlichen Rates der Max-Planck-Gesellschaft sowie Frauenbeauftragte und Pressesprecherin des Instituts. Sie habilitierte sich 2006 an der Universität Göttingen mit einer Studie zum Verhältnis von Naturwissenschaft und Religion in der Frühen Neuzeit. Von 2007 bis 2008 vertrat sie die Professur für Historische Landesforschung an der Universität Göttingen, verbunden mit der kommissarischen Leitung des Instituts für Historische Landesforschung. Im Jahr 2009 nahm Trepp einen Ruf auf die Professur für Geschichte der Frühen Neuzeit an der Ruhr-Universität Bochum an. Von 2009 bis 2013 war sie im Vorstand der Arbeitsgemeinschaft „Frühe Neuzeit“ im Verband der Historiker und Historikerinnen Deutschlands tätig. 2011 war sie Mentorin des Seventeenth Transatlantic Doctoral Seminar, Early Modern German History, German Historical Institute, Washington DC. Seit 2012 ist sie Professorin für Geschichte der Frühen Neuzeit an der Universität Kassel.

## Forschungsschwerpunkte
Ihre Forschungsschwerpunkte liegen im Bereich der Wissens- und Religionsgeschichte, der Geschichte der Tier-Mensch-Beziehungen, der historischen Zukunftsforschung, der Verflechtungs- und Missionsgeschichte, der Geschlechtergeschichte sowie in der Geschichte der Aufklärung.
Seit 2009 ist sie Principal Investigator im „Center for Religious Studies“ (CERES) und seit 2010 Mitglied des Käte-Hamburger-Kollegs „Dynamiken der Religionsgeschichte zwischen Asien und Europa“ an der Universität Bochum. Zudem war sie Mitglied der internationalen Forschergruppe „Religiöser Dissens im frühneuzeitlichen Europa: Konstruktionen in Bewegung (Bindungen, Sprachen, Objekte)“, die von der DFG gefördert im Rahmen des Atelier trilatéral Villa Vigoni (Laufzeit 2014–2016) zusammenkam.
Von 2012 bis 2016 war sie Mitglied/Antragstellerin im DFG-Graduiertenkolleg 1599 „Dynamiken von Raum und Geschlecht“ (Kassel/Göttingen) sowie im LOEWE-Schwerpunkt „Tier-Mensch-Gesellschaft“ (Laufzeit 2014–2017). Von 2017 bis 2019 war sie Sprecherin des beantragten SFB 1453 „Tier-Mensch-Gesellschaft: Animation – Regulation – Transformation (ART)“.
Seit Juli 2017 ist sie Sprecherin des interdisziplinären Verbundprojektes „Zurück in die Zukunft. Gesellschafts- und Zukunftsentwürfe in historischer Perspektive“, das im Rahmen des Profilbildungsprogramms der Universität Kassel gefördert wird.

## Ämter
Trepp ist seit 2004 Mitglied der Gesellschaft für Wissenschaftsgeschichte und seit 2014 Mitglied der Historischen Kommission für Hessen. Von 2013 bis 2015 war sie Sprecherin der Fachgruppe Geschichte im Fachbereich Gesellschaftswissenschaften an der Universität Kassel. Seit 2015 ist sie Mitglied im Senat der Universität Kassel.

## Veröffentlichungen (Auswahl)

### Monographien
- Von der Glückseligkeit alles zu wissen. Die Erforschung der Natur als religiöse Praxis in der Frühen Neuzeit (1550–1750). Campus-Verlag, Frankfurt a. M. München 2009.
- Sanfte Männlichkeit und selbständige Weiblichkeit. Frauen und Männer im Hamburger Bürgertum zwischen 1770 und 1840 (= Veröffentlichungen des Max-Planck-Instituts für Geschichte, 123). Vandenhoeck & Ruprecht, Göttingen 1996.

### Herausgeberschriften
- Antike Weisheit und kulturelle Praxis. Hermetismus in der Frühen Neuzeit (= Veröffentlichungen des Max-Planck-Instituts für Geschichte, 171). Hrsg. mit Hartmut Lehmann. Vandenhoeck & Ruprecht, Göttingen 2001.
- Im Zeichen der Krise. Religiosität im 17. Jahrhundert (= Veröffentlichungen des Max-Planck-Instituts für Geschichte, 152). Hrsg. mit Hartmut Lehmann. Vandenhoeck & Ruprecht, Göttingen 1999.
- Geschlechtergeschichte und Allgemeine Geschichte. Herausforderungen und Perspektiven (= Göttinger Gespräche zur Geschichtswissenschaft, 5). Hrsg. mit Hans Medick. Göttingen 1998.